# Nystalea dahni
Nystalea dahni är en fjärilsart som beskrevs av William Schaus 1939. Nystalea dahni ingår i släktet Nystalea och familjen tandspinnare. Inga underarter finns listade i Catalogue of Life.